# Rewind (singolo Vasco Rossi)

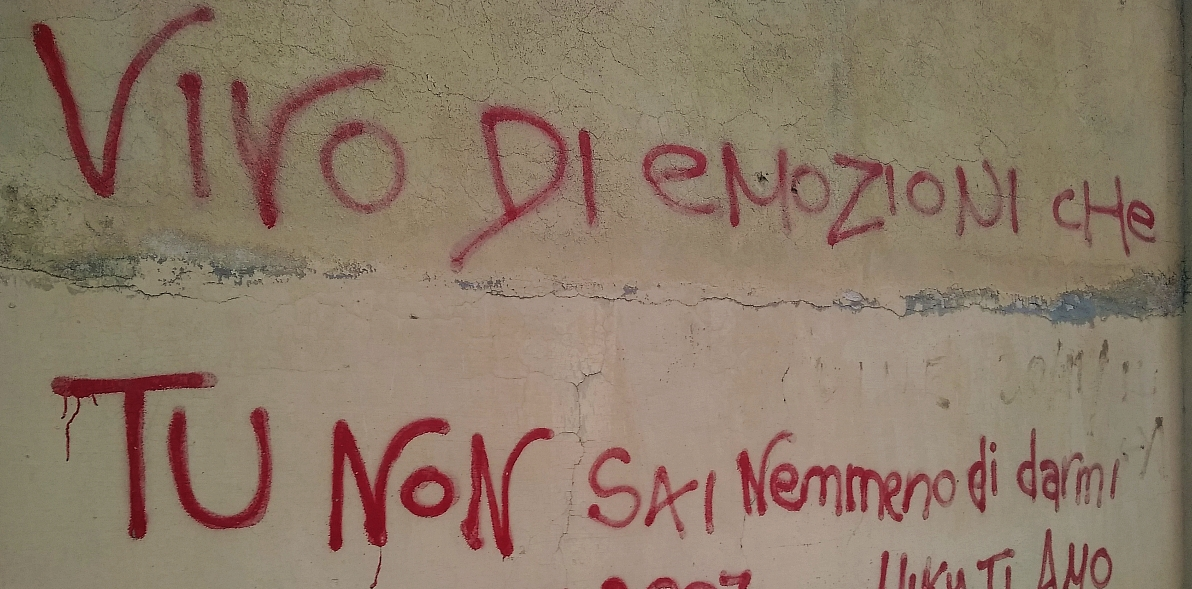
Citazione di Rewind su un muro di Torino

Rewind è un singolo di Vasco Rossi, il quarto ed ultimo singolo estratto dall'album Canzoni per me uscito nel 1998. La canzone, pubblicata come singolo nel 1999 accompagna il Rewind tour, che segue il successo dell'album Canzoni per me, album di inediti pubblicato un anno prima. In seguito al singolo viene pubblicato l'album live Rewind che immortala alcune tappe del Rewind tour eseguito nel 1999.
La FIAT scelse questa canzone per pubblicizzare la Grande Punto, volendone citare la frase «perché tu vai, vai veloce come il vento».

## Video musicale
Il video della canzone contiene alcuni spezzoni della tournée del 1999, alternati alle riprese di una ragazza che balla il brano, l'attrice Marjo Berasategui.

## Classifiche
| Classifica (1999) | Posizione massima |
| ----------------- | ----------------- |
| Italia            | 14                |

### Classifiche di fine anno
| Classifica (1999) | Posizione |
| ----------------- | --------- |
| Italia            | 79        |